# زوارك (دشت سر)
زوارك (بالفارسية: زوارک) هي قرية تقع في إيران في قسم دشت سر الريفي. يقدر عدد سكانها بـ 345 نسمة بحسب إحصاء 2016.